# Provincia del Suroriente
La provincia del Suroriente es una de las seis regiones en que se subdivide el departamento colombiano del Tolima; está conformada por los siguientes municipios:
- Alpujarra
- Dolores
- Guamo
- Prado
- Purificación
- Saldaña
- Suárez